# Прикосновение бархата
«Прикосновение бархата» (англ. The Velvet Touch) — нуаровая мелодрама режиссёра Джека Гейджа, которая вышла на экраны в 1948 году.
Фильм рассказывает об известной театральной актрисе Валери Стэнтон (Розалинд Расселл), которая во время ссоры непреднамеренно убивает своего продюсера (Леон Эймс), при этом подозрение падает на её коллегу (Клер Тревор). Валери боится сознаться в преступлении, так как это может разрушить её карьеру и личную жизнь, однако муки совести и смерть коллеги заставляют её написать признательную записку следователю, после чего она блистательно завершает игру в новом спектакле.
Как отмечает историк кино Шон Эксмейкер, «название фильма может относиться к бархатным перчаткам, которые актриса постоянно носит на публике как часть своего публичного имиджа», и в которых она совершает убийство.
Наряду с такими картинами, как «Как по маслу» (1946), «Повторное исполнение» (1947), «Двойная жизнь» (1947), «Страх сцены» (1950) и «Чёрная вдова» (1954), фильм относится к субкатегории фильмов нуар, действие которых строится вокруг театральной жизни.

## Сюжет
В бродвейском театре Даннинга завершился очередной успешный сезон, в ходе которого на сцене шла комедия со звездой театра Валери Стэнтон (Розалинд Расселл) в главной роли. После окончания последнего представления в своём кабинете продюсер и режиссёр театра Гордон Даннинг (Леон Эймс) обсуждает с Валери её роль в новой комедии на предстоящий сезон. Однако актриса, которая на протяжении более десяти лет обеспечивала успех его постановкам, решила уйти от Даннинга, чтобы, наконец, реализовать свой драматический талант. Она приняла предложение сыграть роль Гедды Габлер в одноимённой постановке конкурирующего театра, и кроме того, решила выйти замуж за архитектора Майкла Моррелла (Лео Генн). Однако Даннинг категорически возражает против разрыва как их личных, так и профессиональных отношений, в противном случае угрожая рассказать Майклу неприятные подробности о прошлом Валери. Когда в пылу спора Даннинг хватает актрису за руки, она вырывается и, отбиваясь, подвернувшейся под руку статуэткой бьёт продюсера по голове. Увидев, что он неподвижен, Валери в состоянии транса выходит из кабинета, незаметно спускается по лестнице и заходит в свою гримёрку. Несколько минут спустя за ней заходит администратор, провожающий ей из театра к автомобилю. После её отъезда актриса Мэриэнн Уэбстер (Клер Тревор), которая до появления Валери была звездой этого театра и любовницей Даннинга, а ныне задвинута на вторые роли, поднимается в кабинет продюсера и обнаруживает его тело. Мэриэнн берёт в руки статуэтку, оставляя на ней свои отпечатки, при этом отпечатков Валери на статуэтке нет, так как в момент убийства она была в бархатных перчатках, которые носит практически постоянно. Добравшись до своей квартиры, Валери начинает вспоминать о событиях, которые предшествовали убийству Даннинга:
Несколькими днями ранее в автомобиле по пути на вечеринку к Даннингу, Валери заводит с ним речь о своём желании сыграть главную роль в постановке «Гедды Габлер» в конкурирующем театре. Хотя Валери добилась славы благодаря комедийным ролям в спектаклях Даннинга, она уверена в том, что ей под силу сыграть серьёзную драматическую роль, однако продюсер предрекает ей провал, утверждая, что идеальной площадкой для реализации её артистического таланта являются его комедии. На вечеринке Валери знакомится с остроумным британским архитектором Майклом Морреллом (Лео Генн), который делает вид, что почти ничего не знает о бродвейском театре, и он сразу же привлекает к себе её интерес. Тем же вечером Валери продолжает спор с Даннингом о своём участии в «Гедде Габлер», а на следующий день, несмотря на возражения своего продюсера, отправляется на обед с Майклом, всё более влюбляясь в него. Намереваясь уйти от Даннинга, Валери обращается за помощью к едкой, остроумной Мэриэнн, которая давно влюблена в продюсера, несмотря на то, что десять лет назад он лишил её статуса звезды, сделав ставку на Валери. Хотя Мэриэнн ненавидит Валери, она соглашается ей помочь, считая, что это может вновь сблизить её с Даннингом. Во время ужина в театральном ресторане Мэриэнн пытается привлечь к себе внимание Даннинга, однако его мысли полностью заняты Валери. И когда та подходит к их столику и приглашает Даннинга следующим вечером к себе домой для делового разговора, продюсер заключает, что она одумалась и решила к нему вернуться. После этого Даннинг даёт понять бродвейскому репортёру Джеффу Тренту (Дэн Тобин), что Валери будет играть главную роль в его следующем спектакле, и эта информация на следующее утро появляется в газете. Когда это видит Валери, она врывается в кабинет Даннинга и требует, чтобы тот дал опровержение. Когда продюсер отказывается, начинается спор, который приводит к его убийству.
Воспоминания Валери заканчиваются, когда ей сообщают о смерти Даннинга и приглашают в театр. Собрав всех сотрудников театра, капитан полиции Дэнбери (Сидни Гринстрит), сам большой поклонник театра, выясняет местонахождение каждого человека во время убийства. На собрании отсутствует только Мэриэнн, которая после случившегося сразу же была госпитализирована. После коллективного опроса Дэнбери проводит Валери в кабинет Даннинга, где показывает два найденных в его столе письма. Одно адресовано Валери, и в этом письме продюсер выраениет своё восхищение актрисой и надежду на дальнейшее сотрудничество, а второе адресовано Мэриэнн, и это письмо, по словам Дэнбери, имеет противоположное содержание. Капитан рассказывает, что вчера Мэриэнн застали в тот момент, когда она склонилась над трупом Даннинга в шоковом состоянии, и кроме того, на статуэтке обнаружены её отпечатки. Майкл отвозит Валери домой, где делает ей предложение, кроме того, сообщая, что в своём завещании Даннинг назначил Валери своей душеприказчицей. После этого Валери проникает в дом Даннинга, чтобы забрать дневник продюсера, однако неожиданно натыкается там на Дэнбери, который берёт дневник себе, заставляя её волноваться. После этого в театральном ресторане капитан узнаёт у официанта о недавней стычке между Даннингом и Мэриэнн. На следующий день Дэнбери приходит в гости к Валери, где сначала Майк, а затем и сама актриса выражают сомнение в том, что Мэриэнн могла быть убийцей. Более того, Валери как бы в шутку заявляет, что убийцей могла быть и она, подробно описывая, как она могла бы совершить убийство и остаться незамеченной. Однако Дэнбери заявляет, что её версия выглядит неправдоподобной ввиду отсутствия у неё мотива, и ни один суд её не осудит, если только она сама не сознается в преступлении. Тем же вечером Мэриэнн приходит в сознание, и на следующий день Валери навещает её в больнице. Мэриэнн заявляет ей, что точно знает, что именно Валери убила Даннинга. Однако Мэриэнн не сомневается, что ей никто не поверит и её всё равно признают виновной. При этом она говорит, что не будет выдавать Валери, оставив это убийство на её совести. После таких слов Валери отправляется к Дэнбери, и когда она уже готова сознаться, капитану сообщают по телефону, что Мэриэнн покончила жизнь самоубийством. После этих новостей у Валери начинается истерика, и в расстроенном состоянии она срывает репетицию «Гедды Габлер». За несколько часов до премьеры Дэнбери сообщает Валери, что дело об убийстве закрыто, однако актрису продолжает мучить чувство вины, особенно после того, как уже в театре Майкл даёт ей понять, что знал о её виновности с самого начала. Во время спектакля, перед последним актом Валери быстро пишет признательное письмо и кладёт его в те самые бархатные перчатки, которые были на ней во время убийства Даннинга. Перчатки она передаёт Дэнбери, после чего восхитительно заканчивает спектакль и выходит на поклон.

## В ролях
- Розалинд Расселл — Валери Стэнтон
- Лео Генн — Майкл Моррелл
- Клер Тревор — Мэриэнн Уэбстер
- Сидни Гринстрит — капитан Дэнбери
- Леон Эймс — Гордон Даннинг
- Фрэнк Макхью — Эрни Бойл
- Уолтер Кингсфорд — Питер Гантер
- Дэн Тобин — Джефф Трент
- Эстер Говард — Пэнси Дюпонт
- Лекс Баркер — Пол Бэнтон
- Ирвинг Бейкон — Альберт

## Создатели фильма и исполнители главных ролей
«Прикосновение бархата» был дебютным фильмом кинокомпании Independent Artists, Ltd., которую Розалинд Расселл основала вместе со своим мужем продюсером Фредериком Бриссоном. Это первый кинофильм Джека Гейджа в качестве режиссёра, который до этого был постановщиком актёрской речи, и в этом качестве работал на двух фильмах с участием Розалинд Расселл — «Сестра Кэнни» (1946) и «Траур к лицу Электре» (1947). После этого фильма Гейдж ушёл из кино и оставшуюся часть карьеры работал режиссёром телесериалов.
Актриса Розалинд Расселл четырежды номинировалась на Оскар за главные роли в фильмах «Моя сестра Эйлин» (1942), «Сестра Кэнни» (1946), «Траур к лицу Электре» (1947) и позднее «Тётушка Мейм» (1958). Киновед Шон Эксмейкер обратил внимание на параллели между карьерой актрисы и судьбой её героини в этой картине. Расселл, по словам критика, была «серьёзной актрисой с солидным сценическим и экранным опытом», однако «обрела свой самый большой успех благодаря комическим ролям в таких фильмах, как „Женщины“ (1939), „Возьми письмо, дорогой“ (1942) и особенно „Его девушка Пятница“ (1940)». Эксмейкер считает, что роль в этом фильме «в определённой степени возвращает Расселл назад к её бродвейским корням и тому типу ролей карьерных женщин, в которых она блистала, прежде чем добиться крупного успеха в ролях живых, энергичных и трезвомыслящих комедийных героинь». Британский актёр Сидни Гринстрит добился славы в Голливуде благодаря фильму нуар «Мальтийский сокол» (1941), который принёс ему номинацию на Оскар за лучшее исполнение роли второго плана. В дальнейшем актёр сыграл во многих фильмах нуар, среди них «Касабланка» (1942), «Маска Димитриоса» (1944), «Конфликт» (1945), «Вердикт» (1946) и «Три незнакомца» (1946). Леон Эймс запомнился памятными ролями в таких фильмах нуар, как «Почтальон всегда звонит дважды» (1946), «Леди в озере» (1947) и «Ангельское лицо» (1953). Клер Тревор, по словам Эксмейкера, «впервые обратила на себя внимание в 1937 году, когда была номинирована за роль второго плана в драме „Тупик“, после чего укрепила свой статус, сыграв в паре с Джоном Уэйном в классическом вестерне Джона Форда „Дилижанс“ (1939)», а затем — в классическом нуаре «Это убийство, моя милочка» (1944). Она развила успех благодаря ролям в фильмах нуар «Катастрофа» (1946), «Рождённый убивать» (1947) и «Грязная сделка» (1948), «однако так и не стала звездой первой величины». Свой Оскар Тревор в конце концов получила в 1949 году за роль второго плана в фильме нуар Джона Хьюстона «Ки-Ларго» (1948), который вышел в том же году, что и «Прикосновение бархата».

## История создания фильма
По сообщению «Нью-Йорк Таймс», бюджет фильма составил 1,4 миллиона долларов. Согласно информации «Голливуд репортер» для фильма была построена одна из самых крупных и наиболее полных декораций театрального интерьера, напоминавшего некоторые из нью-йоркских театров.
Как позднее писала Расселл в своей автобиографии «Жизнь — это пир», «фильм принёс кучу денег, но я начала задавать себе много вопросов. Я пыталась перейти от звездных ролей к характерным,… но не получала ту работу, которую хотела». Вскоре она вернулась на Бродвей, где, наконец, нашла содержательные роли, о которых мечтала. И, как с юмором замечает Эксмейкер, для этого «ей даже не пришлось никого убивать».

## Оценка фильма критикой

### Общая оценка фильма
Кинообозреватель «Нью-Йорк Таймс» Босли Кроутер после выхода картины на экраны обратил внимание на то, что «согласно последним экранным свидетельствам, театр становится опасным местом для актёров с навязчивым желанием играть крупные и трагические роли». В частности, он напоминает, что «не более чем шесть месяцев назад Рональд Колман продемонстрировал ужасную судьбу актёра, который жаждал сыграть Отелло в фильме под названием „Двойная жизнь“. Теперь, в лакированной мелодраме „Прикосновение бархата“ Розалинд Расселл показывает печальную судьбу актрисы, которая хочет сыграть Гедду Габлер». Кроутер подводит итог такому явлению следующими словами: «Остаётся только удивляться, почему театр надо делать столь ужасающим на экране — местом таких странных и диких порывов». Современный историк кино Спенсер Селби назвал фильм «мрачным, ироничным нуаром о театральной жизни, который в какой-то степени сделан под влиянием „Двойной жизни“» . Эксмейкер охарактеризовал картину как «психологический детектив», отметив, что его «постановка скорее театральная, чем кинематографическая, что, наверное, приемлемо для фильма, столь глубоко погружённого в бродвейскую культуру». Вместе с тем, по мнению критика, она не столь сильна в плане «наращивания напряжённости и проникновения в глубины психологических терзаний». С другой стороны, киновед Деннис Шварц, который оценил картину как «искромётную криминальную мелодраму, помещённую в богатую театральную атмосферу» до такой степени, что создаётся впечатление, что «значительная часть фильма снималась непосредственно в одном из бродвейских театров и в популярном театральном ресторане Sardi’s». По мнению Шварца, «напряжённость в этой крепкой работе поддерживается вплоть до последнего выхода на поклон к публике», интригуя зрителя вопросом, «сознается ли Расселл и будет задержана, или избежит наказания за своё преступление страсти».

### Оценка работы режиссёра и творческой группы
Босли Кроутер критически оценил сценарий и постановку картины, написав, что «убийство здесь предваряет фильм, после чего следует длинное и скучное наблюдение за попытками миссис Расселл избежать разоблачения в качестве довольно очевидной убийцы, чтобы продолжить свою многообещающую карьеру». Но, как далее заметил критик, «убийство является одной из тех немногих вещей, которые не могут остаться неразоблачёнными на экране, и потому нетрудно догадаться, чем закончится эта картина». По мнению Кроутера, предсказуемость финала истории «является лишь одной из слабостей фильма». Другим слабым местом является «невнятно прописанный характер персонажа, которого играет Расселл. Роль настолько хаотично написана Лео Ростеном, что трудно увидеть какую-либо цельную личность или постоянство в этой даме. В один момент она мила, в другой — зловредна, здесь жалка, а здесь низка и подла, и всё это без какой-либо цели и причины — вероятно, сценарист оставил воплощение этих вещей на усмотрение Расселл». При этом Кроутер отмечает, что режиссёр фильма «Джон Гейдж поставил несколько занятных и занимательных сцен из театральной жизни». Позитивно оценивший картину Шварц отметил «стильную постановку Джона Гейджа по сценарию, написанному Лео Ростенем на основе истории Уильяма Мерсера и Аннабел Росс».

### Оценка актёрской игры
По мнению Кроутера, Расселл «играет свою роль с одним и тем же сверкающим решительностью блеском — и когда она очаровательна, полна любви и грустна, и когда лжива и жестока. С одной и той же очевидной эмоциональной направленностью она истерически рыдает и экстатично бросается в объятия возлюбленного». Вероятно, пишет Кроутер, «она должна была бы напоминать Гедду Габлер, однако это сходство совершенно призрачно. Гедда сделана из более прочного материала». Обозревателя также не впечатлили и «Лео Генн, который смотрится довольно скучно и чванливо в роли архитектора, в которого влюбилась Расселл, а также Гринстрит, который довольно нелеп в роли сыщика. Всё это не добавляет достоверности этой, в целом слабой истории». Единственным исключением, по мнению Кроутера, стал «Леон Эймс, который убедителен в роли продюсера, которого убивает Расселл».
Эксмейкер подчёркивает искушённость героини Расселл «в изысканном мире нью-йоркских звёзд, когда она вращается в обществе с искусной уверенностью дамы, которая привыкла играть роль как на сцене, так и за её пределами». Однако за этим «фасадом довольства скрывается неудовлетворённая карьерой актриса, которая желает бросить вызов самой себе, взявшись за сложную роль, а также женщина, которая, наверное, впервые в жизни полюбила». Эксмейкер также отмечает, что этот «фильм стал одной из последних ролей Сидни Гринстрита, который вносит радостную сердечность в фильм в роли дружелюбного, но хитрого полицейского следователя. Он выдаёт шутки по поводу своих габаритов и постоянно сообщает встревоженной Стэнтон о ходе дела. Он мастерски ведёт свою лукавую игру, выводя её из равновесия неожиданными появлениями и двусмысленными комментариями, но ни разу не озвучивая подозрений, которые у него имеются». Эймс играет «продюсера и режиссёра Стэнтон, который считает её своей собственностью, и, вероятно, когда-то был её любовником, и потому отказывается отпустить актрису как в профессиональном, так и в личном плане». Тревор же исполняет роль отвергнутой актрисы, которая любит Даннинга и потому «обращает свой гнев на Стэнтон, которая завладела вниманием расчётливого бродвейского предпринимателя». Майкл Кини выделяет игру Расселл, которая «хорошо справляется в ролью комедиантки с неудержимым желанием стать драматической актрисой», а также Гринстрита, который «доставляет наслаждение в роли дородного капитана полиции». Шварц описывает созданные актёрами образы следующим образом: «Расселл вся страх и трепет, Генн — галантный джентльмен и любовник, Эймс — ревнивый продюсер, который хочет владеть тем, что он создаёт, а Тревор — озлобившаяся женщина, которая чувствует, что ей не везёт в жизни после того, как её бросили». Особенно он выделяет игру Гринстрита в роли «колоритного капитана и любителя театра, который привносит в картину комические черты».